# Le Père 父
『Le Père 父』（ル・ペール ちち、原題: Le Père）は、フランスの劇作家のフローリアン・ゼレールによる戯曲である。2012年9月にパリのエベルト劇場でロベール・イルシュ（アンドレ役）とイザベル・ジェリナ（アンヌ役）出演で初演された。2014年のモリエール賞プライベート・シアター賞を受賞した。
作品は「この10年間で最も評価の高い新作戯曲」と評されており、パリの他にロンドンやニューヨークでも様々な賞を獲得した。クリストファー・ハンプトンによって英語訳された。
2015年にフランスで『父はフロリダを夢見て』として映画化されている（日本では劇場未公開、WOWOWで2022年3月27日に放送された）。2020年にはゼレール自身が監督を務め、アンソニー・ホプキンスとオリヴィア・コールマンが出演した英語版の映画『ファーザー』が公開された。

## 上演史
イギリスでは2014年にバース王立劇場のユスティノフ・スタジオで初演された。父親役はケネス・クラナムが務めた。2015年10月から11月にかけてはウィンダムズ劇場、さらに2016年2月24日から3月26日にかけてはデューク・オブ・ヨークス劇場で上演された。
アメリカでは2016年にブロードウェイのサミュエル・J・フリードマン劇場でマンハッタン・シアター・クラブによって手がけられ、フランク・ランジェラが主演を務めた。監督はダグ・ヒューズ、美術はスコット・パスク、衣裳はキャサリン・ズーバー、照明はドナルド・ホルダーが務めた。娘のアンヌ役はキャスリン・アーブ、ピエール役はブライアン・アヴェルス、男役はチャールズ・ボーランド、ローラ役はハンナ・キャベル、女役はキャスリーン・マクネニーが務めた。
オーストラリアは2017年8月にワーフ劇場でシドニー・シアター・カンパニーによって初演され、ジョン・ベルが主演を務めた。
シンガポールではパンデモニウム・シアター・カンパニーが手がけ、2018年3月2日から18日にかけてヴィクトリア劇場で上演された。主演はリム・ケイ・シュウが務め、その他にタン・ケン・フア、ジャニス・コー、エイドリアン・パン、フランシス・リー、キーガン・カンが出演した。
日本では2019年2月2日から2月24日にかけて東京芸術劇場で上演された。出演は橋爪功（アンドレ）、若村麻由美（アンヌ）、壮一帆（女）、太田緑ロランス（ローラ）、吉見一豊（男）、今井朋彦（ピエール）である。
2020年時点で世界45カ国以上で上映された。

## 評価
2019年に『タイムズ』誌から「この10年間で最高の劇作品の1つ」と評された。

### 受賞とノミネート
| 年   | 賞                                   | 部門                         | 候補                 | 結果       |
| ---- | ------------------------------------ | ---------------------------- | -------------------- | ---------- |
| 2014 | モリエール賞                         | プライベート・シアター賞     | 『Le Père 父』       | 受賞       |
| 2014 | モリエール賞                         | プライベート・シアター男優賞 | ロベール・イルシュ   | 受賞       |
| 2014 | モリエール賞                         | プライベート・シアター女優賞 | イザベル・ジェリナ   | 受賞       |
| 2015 | 演劇批評家協会賞                     | 男優賞                       | ケネス・クラナム     | 受賞       |
| 2015 | UKシアター賞                         | 新作演劇賞                   | 『Le Père 父』       | ノミネート |
| 2015 | イブニング・スタンダード・シアター賞 | 演劇作品賞                   | 『Le Père 父』       | ノミネート |
| 2015 | イブニング・スタンダード・シアター賞 | 男優賞                       | ケネス・クラナム     | ノミネート |
| 2016 | ローレンス・オリヴィエ賞             | 主演男優賞                   | ケネス・クラナム     | 受賞       |
| 2016 | ローレンス・オリヴィエ賞             | 新作演劇賞                   | 『Le Père 父』       | ノミネート |
| 2016 | トニー賞                             | 演劇作品賞                   | 『Le Père 父』       | ノミネート |
| 2016 | トニー賞                             | 演劇主演男優賞               | フランク・ランジェラ | 受賞       |
| 2020 | 読売演劇大賞                         | 優秀作品賞                   | 『Le Père 父』       | 受賞       |
| 2020 | 読売演劇大賞                         | 最優秀男優賞                 | 橋爪功               | 受賞       |
| 2020 | 読売演劇大賞                         | 優秀女優賞                   | 若村麻由美           | 受賞       |